# Iglesia de Nuestra Señora de la Asunción (La Seca)
La iglesia de Nuestra Señora de la Asunción es un templo católico ubicado en la localidad de La Seca , Provincia de Valladolid, Castilla y León, España.

## Descripción
Se trata de una iglesia del siglo XVI de estilo renacentista y construida en ladrillo donde sobresale su torre. El 30 de enero de 1962, se desplomó la torre de la Iglesia, siendo posteriormente reconstruida.